# India Summer
India Summer (Des Moines, 26 aprile 1975) è un'attrice pornografica statunitense.

## Biografia
È originaria dell'Iowa ed ha discendenze irlandesi, tedesche, inglesi e nativo-americana. Ha conseguito una laurea in scienze dell'educazione ed è stata successivamente un'impiegata al reparto finanziario del Dipartimento Nazionale dell'Agricoltura per sei anni.
Successivamente, nel 2005, è entrata nel mondo del porno, e nonostante abbia debuttato relativamente tardi (a 30 anni) è diventata una delle attrici più attive degli ultimi anni, essendo accreditata in più di 1500 scene, e una delle più amate tra le MILF, categoria per cui ha ottenuto numerosi premi in tutti e tre i grandi concorsi (AVN, XBIZ e XRCO), oltre che dai fan.
Nel 2009 ha firmato un contratto di esclusiva con la Girlfriends Films, limitatamente alle scene con sole donne.
Nel gennaio 2011 ha vinto l'AVN Award come miglior attrice per il film An Open Invitation: A Real Swingers Party in San Francisco. Dal 2019 fa parte della Hall of Fame degli AVN Awards. Ha tatuato un petalo di rosa sopra il piede sinistro.

## Riconoscimenti
AVN Awards
- 2011– Best Actress per This Ain't Glee XXX insieme Andy San Dimas[10]
- 2012 – MILF Performer of the Year[11]
- 2014 – MILF Performer of the Year[12]
- 2015 – MILF Performer of the Year[13]
- 2019 – Hall of Fame - Video Branch[14]
- 2021 – Best Group Sex Scene per Climax con Angela White, Whitney Wright, Britney Amber, Jane Wilde, Avi Love, Seth Gamble, Codey Steele, Ryan Driller e Eric Masterson[15]

XBIZ Awards
- 2012 – MILF Performer of the Year[16]
- 2016 – Best Actress - Feature Release per Marriage 2.0[17]
- 2016 – Best Sex Scene - Feature Release per Marriage 2.0 con Ryan Driller[18]

XRCO Awards
- 2012 – Unsung Siren[19]
- 2012 – MILF of the Year[20]
- 2015 – MILF of the Year[21]
- 2021 – Hall of Fame[22]

## Filmografia
- America's Next Top MILF (2005)
- Adventures of MILF Man 1 (2006)
- Blood Lake (2006)
- Housewives Unleashed 20 (2006)
- I Can't Believe I Took The Whole Thing 10 (2006)
- Mommy Fucks Best 1 (2006)
- My First Sex Teacher 6 (2006)
- My Hot Wife is Fucking Blackzilla 8 (2006)
- 10 Dirty Talkin' Masturbators 1 (2007)
- 10 Monster Mug Shots 1 (2007)
- 12 Nasty Girls Masturbating 12 (2007)
- 13 Cum Hungry Cocksuckers 7 (2007)
- 2 Big 2 Be True 5 (2007)
- Bachelor Party Fuckfest 5 (2007)
- Bitch Blow Me 2 (2007)
- Blowjob Races 1 (2007)
- Breakin' Em In Young 2 (2007)
- Cream Filled MILFs (2007)
- Cream Pie For The Straight Guy 7 (2007)
- Destination Tonsils 1 (2007)
- Diaries of a Wife Gone Black 1 (2007)
- Diary of a MILF 5 (2007)
- Gang Bang MILFs 1 (2007)
- Her First Older Woman 1 (2007)
- I Fucked My Neighbor's Wife (2007)
- I Touch Myself 4 (2007)
- Lesbian Tutors 4 (2007)
- Lick It Don't Dick It 2 (2007)
- Marilyn Chambers Guide To Oral Sex (2007)
- Mature Brotha Lovers 7 (2007)
- MILF Bonanza 4 (2007)
- MILF Eye for Teen Pie 1 (2007)
- MILF Internal 2 (2007)
- MILF Worship 1 (2007)
- MILFs Gone Black 4 (2007)
- MILFs In Heat 1 (2007)
- Mind Control Marriage Counsellor (2007)
- Mini Van Moms 4 (2007)
- Mom Got Ass 1 (2007)
- Momma's Got a 'G' Thang 1 (2007)
- My Favorite MILF 2 (2007)
- My First Sex Teacher 10 (2007)
- My Wife Went Black (2007)
- My Wife's 1st Monster Cock 10 (2007)
- Oral Obsession (2007)
- POV Casting Couch 18 (2007)
- Screw My Wife Please 59 (Nail Her Good) (2007)
- Sexed Up Superheroines 6 (2007)
- Shorty Iz Fuckin Yo Mama 1 (2007)
- Slam It in a Slut 1 (2007)
- Soccer Mommies (2007)
- Son Of Blackzilla (2007)
- Strap-On Addicts 4 (2007)
- There Goes the Neighborhood (2007)
- Throated 10 (2007)
- Throated 11 (2007)
- Artist (2008)
- Black Cock Worship 2 (2008)
- Black Cocks White Sluts 6 (2008)
- Blackzilla vs. Manaconda (2008)
- Bondage Blowjobs 1 (2008)
- Breeders 3 (2008)
- Bruthas Who Luv Muthas 1 (2008)
- Cody Cummings Unleashed 2 (2008)
- Cody Cummings Unleashed 4 (2008)
- Cody Cummings Unleashed 5 (2008)
- Cum Scene Investigation 5 (2008)
- Dirty Over 30 1 (2008)
- Face Full Of Diesel 5 (2008)
- Housewives of Amber Lane 1 (2008)
- I Came In Your Mom 1 (2008)
- Lesbian Office Seductions 1 (2008)
- Lucky Stiff (2008)
- MILF Eye for Teen Pie 2 (2008)
- MILF Invaders 7 (2008)
- MILF Next Door 3 (II) (2008)
- MILF Squirters 7 (2008)
- MILF-O-Maniacs 2 (2008)
- MILFwood USA (2008)
- Monster Cock Fuckfest 8 (2008)
- My First Girlfriend (2008)
- Naughty Neighbors 10 (2008)
- Naughty Neighbors 7 (2008)
- Naughty Neighbors 8 (2008)
- Oracle (2008)
- Our Little Secret 2 (2008)
- Ramonator 2 (2008)
- Real Squirters 5 (2008)
- Screw My Wife Please 61 (Knock Her Socks Off) (2008)
- Shane Diesel Makes 'Em Squirt (2008)
- She Only Takes Diesel 4 (2008)
- Smokin' Hot Hand Jobs 5 (2008)
- Squirt Inspector (2008)
- Sweat 5 (2008)
- Taboo: Bound and Tied (2008)
- Timeshare (2008)
- Tristan Taormino's Expert Guide to Threesomes (2008)
- Two (2008)
- Watching Momma (2008)
- Woman's Touch 2 (2008)
- You've Got a Mother Thing Cumming 2 (2008)
- 18 and Dangerous (2009)
- 1st Annual Amateur Rookie Search 4 (2009)
- A Mysterious Touch (2009)
- All National Interracial Cougar Hunt 2 (2009)
- American Bi 4 (2009)
- Another Man's MILF (2009)
- Bang My Step Mom 2 (2009)
- Bangin Young Bitches 1 (2009)
- Best Of Christian Wilde (2009)
- Bus Stops 1 (2009)
- Bus Stops 2 (2009)
- CFNM Secret 1 (2009)
- College Guide to MILFs (2009)
- Cougar Sex Club 1 (2009)
- Cougars and Cuckolds (2009)
- Cougar's Prey 1 (2009)
- Couples Seeking Teens 2 (2009)
- Cuckolded on My Wedding Day 1 (2009)
- Desperate Housewives 2 (2009)
- Desperate MILFs and Housewives 7 (2009)
- Diary of a Horny Housewife (2009)
- Drill Baby Drill (2009)
- Everybody Needs MILF (2009)
- Fantasy Footjobs 4 (2009)
- Field of Schemes 4 (2009)
- Field of Schemes 5 (2009)
- French Confessions (2009)
- Fuck Face (II) (2009)
- Fuck Me Black (2009)
- Guide to Threesomes (2009)
- I Wanna Buttfuck An Indian 3 (2009)
- Kinky Cougars (2009)
- Korporate Kougars (2009)
- Lesbian Babes N Toyland 2 (2009)
- Lesbian Legal 1 (2009)
- Lesbian Legal 2 (2009)
- Lesbian Legal 3 (2009)
- Lesbian Seductions 26 (2009)
- Lesbian Triangles 15 (2009)
- Lesbian Triangles 16 (2009)
- Lesbian Triangles 17 (2009)
- Lesbian Triangles 19 (2009)
- Making of a MILF (2009)
- Mikayla's Mind (2009)
- Mike Hancock: Kurt, Evan And India (2009)
- MILF and Chocolate 2 (2009)
- MILF and Cookies (2009)
- MILF and Honey 12 (2009)
- MILF Hunter 9 (2009)
- Milf Lessons 20 (2009)
- MILFs in High Heels (2009)
- Momma Knows Best 8 (2009)
- Mom's Cuckold 2 (2009)
- My Teacher's a MILF (2009)
- My Wife And My Mistress (2009)
- Not Married With Children XXX 1 (2009)
- Operation: Tropical Stormy (2009)
- Predator 3 (2009)
- Punished by Mommy 3 (2009)
- Road Queen 10 (2009)
- Road Queen 11 (2009)
- Road Queen 12 (2009)
- Sex With Strangers (2009)
- She-Devilled (2009)
- TommyD And Friends 15 (2009)
- Training Of O: Cherry Torn, Day Six (2009)
- Twisted Passions 4 (2009)
- Whitezilla Is a Mother Fucker 1 (2009)
- Anal Treats (2010)
- Art School Dykes (2010)
- Babysitter Diaries 3 (2010)
- Big Cock MILF Surprise (2010)
- Blacks on Cougars 1 (2010)
- Bonny and Clide (2010)
- Bus Stops 3 (2010)
- CFNM Secret 3 (2010)
- CFNM Secret 5 (2010)
- Cougars Cruisin Coeds (2010)
- Couples Seeking Teens 4 (2010)
- Cuckold Sessions 7 (2010)
- Diaries of a Wife Gone Black 4 (2010)
- Diesel Dongs 14 (2010)
- Eternal Love 2: Reckless Heart (2010)
- Foot Fetish Daily 2 (2010)
- Ghost Fuckers (2010)
- Girls Love Girls (2010)
- Guide to Getting Girls (2010)
- Heat That Devours (2010)
- Home Improvement XXX (2010)
- Hose Hoes 2 (2010)
- Imperfect Angels 9 (2010)
- Kittens and Cougars 2 (2010)
- Krossing the Bar (2010)
- Lesbian House Hunters 1 (2010)
- Lesbian House Hunters 2 (2010)
- Lesbian House Hunters 4 (2010)
- Lesbian Legal 5 (2010)
- Lesbian Legal 8 (2010)
- Lesbian Psycho Dramas 5 (2010)
- Lip Service (2010)
- Maximum Climax (2010)
- MILF and Honey 14 (2010)
- MILF Bitches (2010)
- Mommy X-Perience 1 (2010)
- My Buddy's Hot Mom 7 (2010)
- Net Skirts 2.0 (2010)
- Net Skirts 3.0 (2010)
- Net Skirts 4.0 (2010)
- Next Door Hookups 11 (2010)
- Not Married With Children XXX 2 (2010)
- Nurse Alexis (2010)
- Official To Catch a Predator Parody 1 (2010)
- An Open Invitation: A Real Swingers Party in San Francisco (2010)
- Opposites Attract (2010)
- Orgy of Exes (2010)
- Panty Pops 1 (2010)
- Partly Stormy (2010)
- Pink Pleasures (2010)
- Poor Little Shyla (2010)
- Pussy Eating Club 1 (2010)
- Road Queen 13 (2010)
- Rocco's American Adventures (2010)
- Sex After Dark (2010)
- Sex and the City: The Original XXX Parody (2010)
- Sex Files 2: A Dark XXX Parody (2010)
- Sex Obsessed (2010)
- Sex Shop (2010)
- Sexy Seductive Housewives (2010)
- Squirt-O-Holics 1 (2010)
- Teagan Takes Control (2010)
- Tiger's Got Wood (2010)
- Who's the Boss: A XXX Parody (2010)
- Who's Your Momma 3 (2010)
- Women Seeking Women 64 (2010)
- Women Seeking Women 66 (2010)
- Women Seeking Women 67 (2010)
- Your Hot Mom (2010)
- Addams Family: An Exquisite Films Parody (2011)
- All By Myself (2011)
- Anchorman XXX: A Porn Parody (2011)
- Ass Masterpiece 7 (2011)
- Babysitters Gone Bad (2011)
- Bangin MILFs (2011)
- Beverly Hillbillies XXX: A XXX Parody (2011)
- Black Cock Addiction 9 (2011)
- Busty Babysitters 2 (2011)
- Captain America XXX: An Extreme Comixxx Parody (2011)
- Cheating (2011)
- Cocktail Moms (2011)
- Cookies n' MILF (2011)
- Cougar Recruits 5 (2011)
- Cougar Safari (2011)
- Dirty Kinky Fun (2011)
- Double XXX Jeopardy (2011)
- Dr. Ava's Guide to Oral Sex for Couples (2011)
- Escort (2011)
- Eternal (2011)
- Fantasy Solos 1 (2011)
- Fashion House 1 (2011)
- Fashion House 2 (2011)
- Finger Lickin Girlfriends 1 (2011)
- Getting Away from It All (2011)
- Girls in White 2011 1 (2011)
- Girls in White 2011 2 (2011)
- Girls in White 2011 4 (2011)
- Graduate XXX (2011)
- Grindhouse XXX: A Double Feature (2011)
- Hard Working Girls (2011)
- Heart Strings (2011)
- Housewives Gone Black 12 (2011)
- Incredible Hulk: A XXX Porn Parody (2011)
- Interns 2 (2011)
- Jessica Drake's Guide to Wicked Sex: Positions Basic (2011)
- Lesbian Psycho Dramas 7 (2011)
- Lesbian Sex 1 (2011)
- Lesbian Triangles 21 (2011)
- MILF and Honey 17 (2011)
- MILF Masseuse (2011)
- MILF Soup 16 (2011)
- MILF Thing 7 (2011)
- MILFBusters: A Porn Parody (2011)
- Millionaire Matchmaker XXX (2011)
- Molly's Life 8 (2011)
- Mommy and Me 2 (2011)
- Mommy, Me, And A Gangster 1 (2011)
- Mommy's All Alone (2011)
- Mothers Teaching Daughters How To Suck Cock 8 (2011)
- My First Sex Teacher 24 (2011)
- My Mom's Best Friend (2011)
- My Wife And I Are Fucking The Babysitter 1 (2011)
- Naughty Office 23 (2011)
- Net Skirts 5.0 (2011)
- Office Encounters (2011)
- Perfect Fit (2011)
- Playgirl's Hottest Interracial 2 (2011)
- Protect Me From Love (2011)
- Ready Set Fuck (2011)
- Romeo And Juliet: A Dream Zone Parody (2011)
- Runaway (2011)
- Seasoned Players 16 (2011)
- Seduced By Mommy 2 (2011)
- Sister Wives XXX: A Porn Parody (2011)
- Spandex Loads 1 (2011)
- Squirtatious (2011)
- Star Trek The Next Generation: A XXX Parody (2011)
- Strays 1 (2011)
- Supergirl XXX: An Extreme Comixxx Parody (2011)
- Swinging (2011)
- Teachers Pet (2011)
- That Cougar Fucks Like An Animal 1 (2011)
- There's No Place Like Mom 2 (2011)
- Tosh Porn Oh (2011)
- Wanna Fuck My Daughter Gotta Fuck Me First 10 (2011)
- Watching My Mommy Go Black 8 (2011)
- Watching You 1 (2011)
- Wife Switch 14 (2011)
- Women Seeking Women 69 (2011)
- Women Seeking Women 70 (2011)
- Women Seeking Women 71 (2011)
- Women Seeking Women 76 (2011)
- Women Seeking Women 78 (2011)
- Your Mom's a Cougar (2011)
- Your Mom's Hot (2011)
- 2 Chicks Same Time 11 (2012)
- Amazon Universe Long Legged Girls (2012)
- American Daydreams 11 (2012)
- Anal Motherfucker (2012)
- Big Cock Craving Moms (2012)
- Black Shack 6 (2012)
- Cheer Squad Sleepovers 2 (2012)
- Cougar Coochie 6 (2012)
- Cougars: Size Matters (2012)
- Countdown (2012)
- Couples Seeking Teens 8 (2012)
- Co-Workers Gone Bad (2012)
- Craving 2 (2012)
- Cuckold Honeymoon 3 (2012)
- Cuckold Stories 6 (2012)
- Dallas: A XXX Parody (2012)
- Dirty Moms (2012)
- Don't Tell My Husband (2012)
- Facial Overload 2 (2012)
- Filthy Family 6 (2012)
- Friends And Family 3 (2012)
- Girl On Girl Fantasies 3 (2012)
- Girls in White 2012 1 (2012)
- His Booty Is My Duty 2 (2012)
- Huge Cock Junkies 4 (2012)
- It's a Mommy Thing 6 (2012)
- Jessica Drake's Guide to Wicked Sex: Anal Play for Men (2012)
- Legal Appeal (2012)
- Lesbian House Hunters 7 (2012)
- Lesbian Love Stories (2012)
- Lesbian Psycho Dramas 8 (2012)
- Lesbian Romance (2012)
- Lesbian Sex 4 (2012)
- Lesbian Sex 5 (2012)
- Lesbian Sex 7 (2012)
- Lesbian Sex 8 (2012)
- Lesbian Sex 9 (2012)
- Men in Black: A Hardcore Parody (2012)
- MILF Gape 1 (2012)
- MILFs Seeking Boys 2 (2012)
- Milfs Take Charge 2 (2012)
- Momma Gotta Big Ole' Butt 2 (2012)
- Mommy Blows Best 18 (2012)
- Mom's Cuckold 10 (2012)
- My Friend's Hot Mom 31 (2012)
- My Hot Aunt 2 (2012)
- My Mother's Best Friend 6 (2012)
- My Naughty Massage (2012)
- My Wife Caught Me Assfucking Her Mother 1 (2012)
- Neighbors 2 (2012)
- Newswomen 1 (2012)
- Next Door Hookups 13 (2012)
- Overnight (2012)
- Pure MILF 1 (2012)
- Road Queen 23 (2012)
- Soccer Moms (2012)
- Spartacus MMXII: The Beginning (2012)
- Squirt City Sluts (2012)
- Stepmother 7 (2012)
- Swinger (2012)
- This Isn't It's a Wonderful Life... It's a XXX Spoof (2012)
- Tonight's Girlfriend 10 (2012)
- Torn (2012)
- Venus In Furs (2012)
- Veronica Avluv (2012)
- We Are Fucking With Our Neighbors 2 (2012)
- Women Seeking Women 80 (2012)
- Women Seeking Women 81 (2012)
- Cheer Squad Sleepovers 4 (2013)
- Coat My Throat (2013)
- Cougar Claws 3 (2013)
- Cougar Cock Hunters 2 (2013)
- Cougars and Cubs (2013)
- Girl On Girl Fantasies 4 (2013)
- Hooker Experience (2013)
- Housewives Orgy 2 (2013)
- How to Make a Cheap Porno 2 (2013)
- I'll Take Care Of Your Mom (2013)
- James Deen Bangs 'Em All (2013)
- Lex is a Motherfucker (2013)
- MILF Next Door 6 (2013)
- MILFs Seeking Boys 4 (2013)
- Moms Bang Teens 2 (2013)
- Mother-Daughter Exchange Club 27 (2013)
- My Wife's Hot Friend 18 (2013)
- Neighbors 3 (2013)
- Net Skirts 10.0 (2013)
- Newswomen 2 (2013)
- Oil Spills 4 (2013)
- Panty Pops 7 (2013)
- Pornstar Spa 4 (2013)
- She's Come Undone (2013)
- Tanlines 3 (2013)
- Twisted Passions 8 (2013)
- Women Seeking Women 92 (2013)